# Шарль де Фрейсіне
Луї-Шарль де Сольс де Фрейсіне (фр. Louis Charles de Saulces de Freycinet; 14 листопада 1828, Фуа — 14 травня 1923, Париж) — французький політик, державний діяч і дипломат, чотири рази був прем'єр-міністром Французької Республіки. Він також займав посвду міністра оборони (1888—1893). Належав до фракції поміркованих республіканців. Він був обраний членом Академії наук, а в 1890 році — чотирнадцятим членом, який зайняв місце в Французькій академії.

## Біографія
Шарль-Луї Фрейсіне після закінчення курсу в Політехнічній школі перейшов в École de mines і працював інженером в Мон-де-Марсан, Шартр (1854) і Бордо (1855). З 1856 по 1861 роки був начальником руху Південних залізниць.
Протягом 1862—1867 років виконував на пропозицію уряду різні доручення, як у Франції, так і за кордоном, і за цей час представив цілу низку наукових праць, з яких слід відзначити його "Rapport sur le travail des femmes et des enfants dans les manufactures de l'Angleterre (1867) і Principes de l'assainissement des villes (1878).
У 1870 році, після падіння імперії, Фрейсіне був покликаний Леоном Гамбеттою в Тур, де став на чолі військової ради тамтешньої делегації (10 жовтня 1870). У цьому званні Фрейсіне проявив величезну енергію, організуючи нові загони військ, дістаючи зброю і амуніцію та складаючи плани ведення війни.
Після укладення перемир'я Фрейсіне повернувся до колишніх занять і в 1871 опублікував цікаву працю «La guerre en province pendant le siège de Paris».
Як політичний діяч, Фрейсіне спробував себе вперше тільки в 1876 році, коли був обраним до Сенату Франції, приєднавшись до лівої республіканської партії.
13 грудня 1877 року Фрейсіне був призначений Жулем Дюфором на посаду міністра громадських робіт. З властивою йому енергією Фрейсіне склав колосальний план розширення мережі залізниць і каналів, добився від палат згоди на кредит у 500 млн франків для викупу не тільки значної частини невеликих приватних залізничних ліній, але й на будівництво нових урядових. Крім того, він багато дбав і про покращення французьких торгових портів. Портфель міністра громадських робіт Фрейсіне зберіг і в кабінеті Вільяма Генрі Вейдінгтона (4 лютого 1879), а після падіння його кабінету (29 грудня 1879) прийняв на себе обов'язок створення нового кабінету, в якому зберіг за собою портфель міністра закордонних справ.
Фрейсіне залишався на чолі уряду лише до вересня 1880 року, проте встиг провести амністію комунарам. У 1882 році Фрейсіне був обраний сенатором і після падіння Гамбетти (26 січня 1882) став на чолі нового кабміну. Займаючи й у другому своєму кабінеті посаду міністра закордонних справ, він зазнав поразки у палаті з єгипетського питання; його було звинувачено у допущенні бомбардування Олександрії Великою Британією. 29 липня 1882 року кабінет Фрейсіне подав у відставку.
Після падіння кабінету Жюля Феррі, викликаного подіями в Тонкіні (31 березня 1885), Фрейсіне в новому міністерстві Бріссона знову отримав портфель міністра закордонних справ. При ньому був укладений мир з Китаєм за другим Тяньцзинським трактатом і підписаний договір з Мадагаскаром. На чолі міністерства закордонних справ Фрейсіне був і після відставки Бріссона, коли він сам утретє склав новий кабінет (7 січня 1886 року).

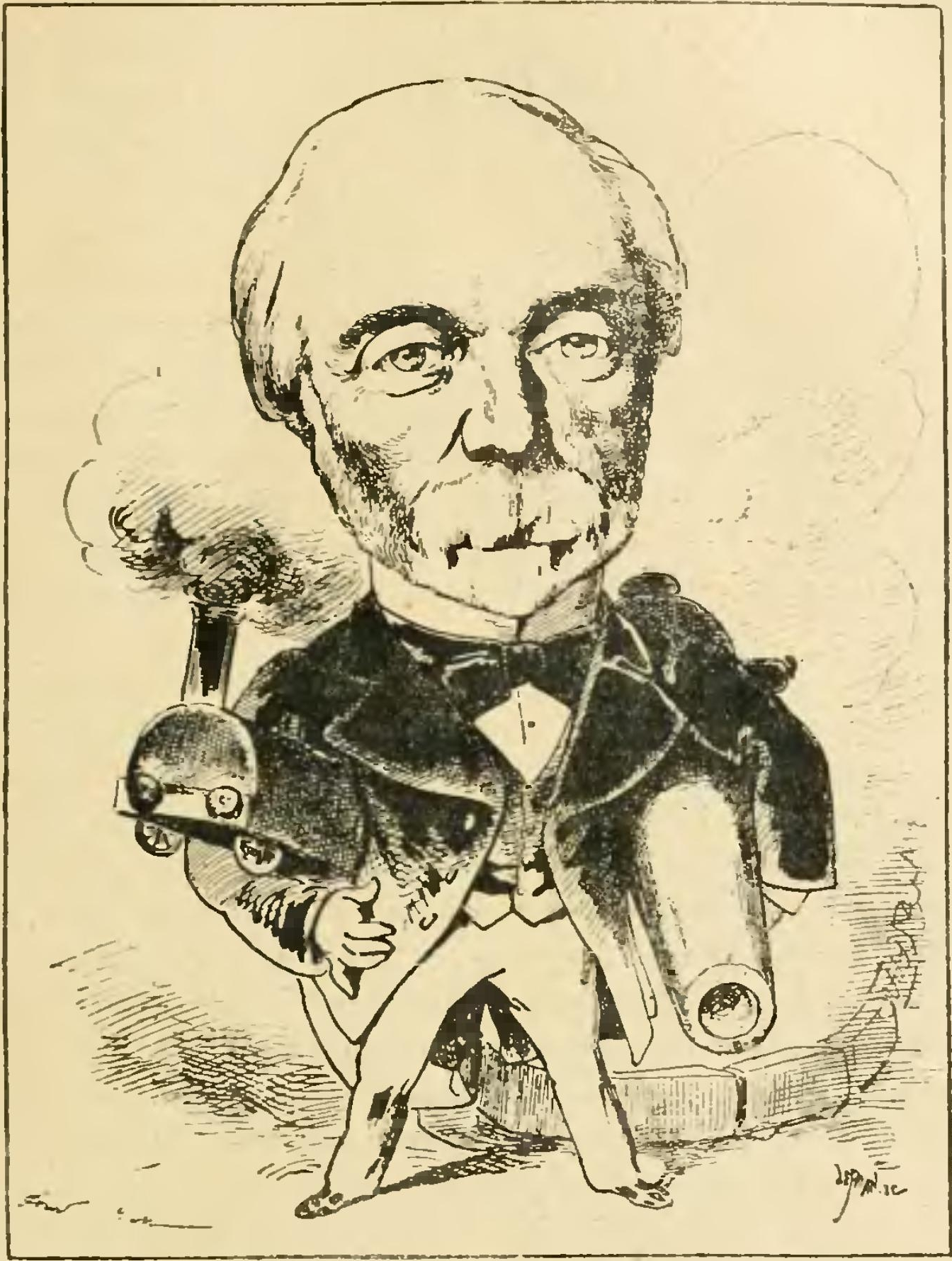
Карикатура на Фрейсіне

Одним з перших заходів Фрейсіне було приєднання до міністерства закордонних справ управління країнами, які перебувають під протекторатом Франції, тоді як раніше дане управління було зосереджено у міністерстві морському та колоній. З інших політичних актів Фрейсіне слід згадати видання закону про вигнання претендентів. 3 грудня 1886 року коаліція з монархістів та радикалів скинула кабінет Фрейсіне, не затвердивши кредиту, необхідного для підпрефектур.
Відмовившись ввійти у склад наступних двох кабінетів під час останнього року президентства Греві, Фрейсіне виставив у грудні 1887 року, разом із Жулем Феррі та Шарлем Флоке, свою кандидатуру на пост президента, але отримав лише 76 голосів із 852.
У кабінеті Флоке (3 квітня 1888 року) Фрейсіне отримав портфель військового міністра. Вперше після падіння монархії завідування військовим міністерством було доручено цивільному міністру, а не генералу. Пост цей Фрейсіне зберігав за собою і при трьох наступних кабінетах: Тірара (22 лютого 1889), свому четвертому кабінеті (17 березня 1890 — 18 лютого 1892) і Лубе.
Військове міністерство за час 4-річного безперервного управління ним Фрейсіне багато чим завдячує йому. Він встановив обов'язковий термін військової служби у 3 роки, поширивши його і на вихованців семінарій та молодих людей ліберальних професій, заснував верховну військову раду та посаду начальника головного штабу, завідувача всіх приготувань до війни, планами мобілізації та ін., розширив та перетворив прикордонні укріплення тощо.
Під час четвертого кабінету Фрейсіне загострилося питання про відносини між державою та церквою. Як захисник конкордату, він вважав, однак, необхідним вжити у разі неповаги прав держави деяких репресивних заходів проти духовенства. Ці заходи полягали в проекті нового закону про асоціації, спрямованого головним чином проти релігійних асоціацій. Цей закон був причиною падіння кабінету Фрейсіне, місце якого зайняв Еміль Лубе (29 лютого 1892).
У кабінеті Рібо він знову зайняв посаду військового міністра, але під час Панамської справи Фрейсіне виявився певною мірою скомпрометованим і 10 січня 1893 вийшов у відставку, здавши свою посаду генералу Луазійону. У жовтні 1898 року він знову став на чолі військового міністерства у кабінеті Дюпюї. З порушенням справи Дрейфуса Фрейсіне виступив противником перегляду, бажаючи врятувати скомпрометованих генералів, і взагалі діяв нерішуче, намагаючись примирити обидві ворогуючі сторони.
Після смерті Фелікса Фора та обрання в президенти Е. Лубе, становище Фрейсіне стало досить складним, і після бурхливого засідання палати, викликаного звільненням Фрейсіне професора політехнічної школи Дюрюї — прибічника Дрейфуса, він подав у відставку (6 травня 1899). Переобраний в сенат в 1900, помітної ролі більше не грав; голосував здебільшого з націоналістами.
Під час своєї політичної діяльності Фрейсіне не припиняв своїх занять як вчений та інженер. У 1882 р. Фрейсіне був обраний членом академії наук, а в 1890 членом Французька академія французької академії.
Шарль Луї Фрейсіне помер 14 травня 1923 року у столиці Франції — Парижі.